# Alfredo José de Sousa
Alfredo José de Sousa GCC (Póvoa de Varzim, Póvoa de Varzim, 11 de outubro de 1940) é um especialista em Direito Fiscal português.

## Biografia
Juiz Conselheiro do Supremo Tribunal de Justiça de Portugal.
A 18 de janeiro de 2006 foi agraciado com a Grã-Cruz da Ordem Militar de Nosso Senhor Jesus Cristo.
Foi Juiz Conselheiro e Presidente do Tribunal de Contas (2 de dezembro de 1995 - 25 de fevereiro de 2005) e, depois, o nome encontrado pelo PS e PSD para o cargo de Provedor de Justiça, deixado vago por Henrique Nascimento Rodrigues. Neste cargo, sucedeu-lhe José de Faria Costa em 2013.
De 2014 a 2018 foi presidente do Conselho Geral da Universidade do Porto.
Pai de Constança Urbano de Sousa, professora universitária de Direito (Universidade Autónoma de Lisboa «Luís de Camões») e ministra da Administração Interna do XXI Governo Constitucional.